# 拉斐爾·多明戈·奧斯萊

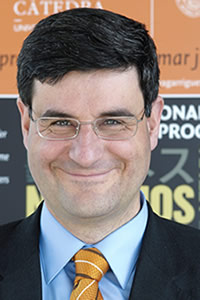
Rafael Domingo Oslé

拉斐尔·多明戈·奥斯莱（西班牙語：Rafael Domingo Oslé，1963年—），生于西班牙的拉里奥哈省洛格罗尼奥，他是在罗马法、比较法与全球法等领域有研究的西班牙法学家。多明戈是他的第一个姓（在西班牙，人们通常有两个姓氏）。

## 教育背景
拉斐尔·多明戈1985年在位于西班牙潘普罗纳的纳瓦拉大学获得法律博士（J.D.）学位后，于1987年又获得该校法学博士学位（J.S.D.），并且这两个学位均以最优成绩取得。而后，从1989年至1995年，他受亚历山大·冯·洪堡基金会奖学金资助，在位于德国慕尼黑的路德维希·马克西米利安大学继续学习，1995年则在意大利的罗马-萨皮恩扎大学学习。2000年在美国纽约的哥伦比亚大学作访问学者。

## 学术活动
从1989年起，拉斐尔·多明戈作为普通教授在位于西班牙北海岸的坎塔布利亚大学教授了几学期罗马法后，于1993年取得该校罗马法的终身教职。1995年，多明戈接任了他的导师，著名罗马法学者阿尔瓦罗·迪奥斯教授的教席。从1996年到1999年，多明戈教授担任该校法律系主任。自2003年“加里格斯”全球法教席在纳瓦拉大学设立时起，就一直由多明戈教授执掌。另外，他还于2007年担任格特鲁德·瑞安基金会的法律顾问，于2005年担任由汤姆森·路透·阿兰萨迪出版社出版的全球法集锦法律系列丛书的顾问。作为众和基金会（Maiestas Foundation）的创办者与主持人，多明戈教授还是多个法学学会与国际学会的会员。

## 全球法
多明戈教授认为世界上存在全球法，它在现代意义上已超出了传统国际法概念的内涵与外延，全球法是我们时代的需要，类似于古罗马法中万民法的范畴，而取代了现代国际社会中的国际法。.
根据多明戈教授的观点, 传统国际法与全球法的主要分野在于前者基于国家主权的概念之上，而后者则建构于人类固有尊严需求的本身。对多明戈教授而言，法律实际上本诸于个人（ex- persona oritur jus）法律因人而生), 而非本诸于国家。全球化及其后果已经引导人类作为一个整体去获得法律救济。为避免经济霸权主义、帝国主义政府以及跨国公司的统治，人类作为整体必须从法律上与政治上组织起来。然而，人类的组织一定不能成为类似于超级大国或者世界帝国的形式，而要以所谓“层级制”（Anthroparchy）的方式予以组织。 这种所谓“层级制”即多明戈教授所认为的人类在全球法治理下的政府组织形式。这些“层级”将由名为“统一的人类”的机构作为首脑机关加以治理“统一的人类”正是最终难逃被解散命运的联合国的继承者，其他的全球性机构则依附于“统一的人类”之上。所以，全球法必将成为真正的法律体系，借用法理学家哈特的话来说，也就是有其内生性规则。
多明戈认为，这些内生性规则应遵从此著名的民主法律原则：影响全体人民福祉之事必经由全体人民而决: quod omnes tangit ab omnibus approbetur . 统一的人类”的核心就是 “全球议会”。这一全球性立法机构的独特职权就在于决定多明戈所称之“有关全球利益的事项”, 而这些事项从其性质而言必须由全球法来调整。全球法实际上只会构成世界现存法律体系的一小部分，但却对维持整个全球框架所必须。如同互通的管子那样（曾有一著名科学实验：将不同形状的试管底部联通后注水，基于自然规律，所有管子的水位将相同），全球法无须强制不同法律体系整齐划一即可实现平衡与和谐。全球法以平等原则与辅助性原则为两大支柱，防止其超越全球法的管辖界限，这种管辖权的根据在于法律关系的性质，而非属地管辖。

## 罗马法与比较法
在罗马法领域，多明戈对奥托·勒内尔提出的《永久法令》之重构进行了深入研究, 对有关帕累托管辖权问题提出了新的观点（De iurisdictione）。此外，他还分析了威权（auctoritas）与权力（potestas），这两个词的性质与关系，指出这两个罗马法概念真正来源于阿尔瓦罗·迪奥斯的哲学思想，这些观点见于多明戈1999年出版的专著《威权》一书中。这些工作均展现了全新的视野。在比较法领域，多明戈的研究集中于中世纪法律规则与原则，这些规则与原则现在仍蕴含于不同的法律体系，例如日本法律，尤其是日本民法之中。

## 主要代表作
- Estudios sobre el primer título del Edicto del Pretor [Studies on the First Part of the Praetor’s Edict] (Universidad de Santiago de Compostela, 1992, 1993, 1995)

《帕累托法令第一条研究》，圣地亚哥·德·孔波斯特拉大学，1992，1993，1995
- Auctoritas [On Authority] (Ariel, 1999)

《论威权》，Ariel出版社1999年版
- Código civil japonés. Estudio preliminar, traducción y notas [The Japanese Civil Code. Preliminary Study, Translation and Notes] (Marcial Pons 2000), con la colaboración de Nobuo Hayashi.

《日本民法，初步研究、翻译与注释》，Marcial Pons出版社2000年版
- Juristas universales [Universal Jurists] (editor and coordinator), 4 vols. (Marcial Pons, 2004)

《普遍主义法学派》4卷（合编），Marcial Pons出版社2004年版
- Ex Roma ius [From Rome, Law] (Thomson Aranzadi, 2005)

《源自罗马的法》，Thomson Aranzadi出版社2005年版
- Álvaro d’Ors, una introducción a su obra [Alvaro d’Ors, an Introduction to his Works] (Thosmon Aranzadi, 2005)

《阿尔瓦罗·迪奥斯作品简介》，Thomson Aranzadi出版社2005年版
- Principios de Derecho Global. 1000 reglas jurídicas y aforismos comentados [Principles of Global Law. 1000 Legal Rules and Commented Aphorisms] (editor and coordinator) (Thomson Aranzadi, 2006)

《全球法的原则：1000个法律规则与原则评论》（合编），Thomson Aranzadi出版社2006年版
- ¿Qué es el Derecho Global?  [What is Global Law?] (Thomson Reuters Aranzadi, 2008)

《全球法是什么？》，Thomson Reuters Aranzadi出版社2008年版